# ریچارد آرلن
ریچارد آرلن (انگلیسی: Richard Arlen؛ ۱ سپتامبر ۱۸۹۹ – ۲۸ مارس ۱۹۷۶) هنرپیشه اهل ایالات متحده آمریکا بود. وی بین سال‌های ۱۹۲۱ تا ۱۹۷۶ میلادی فعالیت می‌کرد.
از فیلم‌هایی که وی در آن نقش داشته است می‌توان به بال‌ها، آلیس در سرزمین عجایب اشاره کرد.

## مرگ
آرلن بر اثر آمفیزم ریوی در هالیوود شمالی، کالیفرنیا درگذشت. 